# Opuntia aureispina
Opuntia aureispina är en kaktusväxtart som först beskrevs av S. Brack och K.D. Heil, och fick sitt nu gällande namn av Donald John Pinkava och B.D. Parfitt. Opuntia aureispina ingår i släktet fikonkaktusar, och familjen kaktusväxter. Inga underarter finns listade i Catalogue of Life.